# Ragnhildur Hólmgeirsdóttir
Ragnhildur Hólmgeirsdóttir, född 1988, är en isländsk barnboksförfattare.
Ragnhildur Hólmgeirsdóttir har utbildat sig i historia. Hon nominerades till Nordiska rådets pris för barn- och ungdomslitteratur 2016 för sin debutbok från 2015, Koparborgin ('"Kopparstaden").